# Janusz Studziński
Janusz Studziński (ur. 4 października 1966 w Koszalinie), polski piłkarz występujący na pozycji obrońcy, obecnie trener zespołu Koszalińskiej Ligi Okręgowej – Zryw Kretomino.
Wychowanek Gwardii Koszalin, jednak większość swojej piłkarskiej kariery spędził w Pogoni Szczecin, gdzie trafił wiosną 1990 r. i grał przez 6 kolejnych lat. W Pogoni wystąpił w 116 meczach I ligi, zdobywając 6 bramek.
W sezonie 1997/1998 powrócił na 3 sezony do swego macierzystego klubu-Gwardii (w roli grającego trenera), a kolejne zespoły w jego karierze to Pomerania Police, Rossa Rosnowo, Darłovia Darłowo (grający trener), Sława Sławno (grający trener), Wiekowianka Wiekowo, od jesieni 2007 Leśnik/Rossa Manowo (grający trener).